# Toni Bergmans
Antoon Bergmans appelé Toni, né le 20 août 1932 à Aalst (Brabant-Septentrional) et mort le 17 août 2013 à Overpelt (Limbourg), est un coureur cycliste néerlandais, professionnel de 1956 à 1961.

## Palmarès
- 1954
  - Ronde van Oud-Vossemeer
- 1958
  - 3e du Grand Prix Fichtel & Sachs

## Résultats sur les grands tours

### Tour d'Italie
- 1956 : abandon